# Dufourea gkuruensis
Dufourea gkuruensis är en biart som först beskrevs av Warncke 1979.  Dufourea gkuruensis ingår i släktet solbin, och familjen vägbin. Inga underarter finns listade i Catalogue of Life.